# Engelska villan, Ryfors
Engelska villan är en byggnad i Ryfors i Mullsjö kommun. Den uppfördes 1886 av bröderna Robert och Edvard Sager som en gästflygel till Ryfors manbyggnad.
G
Engelska villan har också använts som hotell och använts idag (2024) av vårdbolaget Iris Utvecklingscenter som behandlingshem för kvinnor med missbruksproblematik.